# David Papillon
David Papillon, né en 1581 et mort en 1655 ou 1659, est un architecte et ingénieur militaire anglais d'origine française,.

## Biographie
David Papillon naît le 14 avril 1581 en France de parents huguenots. Son père, Thomas Papillon, était capitaine de la garde et valet de chambre d'Henri IV  ; il mourut à Paris le 20 novembre 1608. Son grand-père fut une des victimes du massacre de la Saint-Barthélemy. David Papillon avait un frère aîné, prénommé aussi Thomas, qui fut jurisconsulte et avocat au parlement de Paris; il a écrit plusieurs traités de droit romain.
En 1588, Thomas Papillon envoya sa famille en Angleterre : sa femme, Jeanne Veuve de la Pierre, son fils cadet David, ses deux filles, Anne et Esther. Mais le bateau qui leur faisait traverser la Manche fit naufrage au large des côtes anglaises, devant Hythe; si les trois enfants furent sauvés, leur mère se noya. Les enfants furent recueillis et élevés par des parents déjà établis à Londres, cependant que leur père continua de vivre à Paris jusqu'à sa mort.
David Papillon fit une carrière d'ingénieur en génie militaire et acquit au fil des ans une position sociale enviable. Pendant la guerre civile, il prit le parti des parlementaires calvinistes contre les royalistes anglicans. Il publia en 1645 "A practical abstract of the arts of fortification and assailing" (Londres, chez R. Austin), qui commence par une analyse "des vraies vertus du parfait ingénieur": religieux, soldat, voyageur, mathématicien, austère et sage. Il se trouva bientôt en face d'une situation pratique: en avril 1646 Thomas Morgan, gouverneur de Gloucester, le chargea d'inspecter les défenses de la ville, après le siège qu'elle avait tenu en août-septembre 1643. Papillon demanda un salaire déraisonnable pour remplir cette mission, qui en définitive n'eut jamais lieu (cf. DNB, vol.43 et www.british-civil-wars.co.uk).
De 1642 à 1646 il fut trésorier du comté de Leicester.
En 1611, à l'âge de trente ans, Papillon épousa Marie Castel; elle était la fille de Jean Castel, pasteur de l'Église protestante de France à Londres. Elle mourut en mai 1614 et a été inhumée au cimetière de l'église Sainte-Anne-Blackfriars; ils eurent deux enfants, un garçon et une fille.
En secondes noces, le 4 juillet 1615, Papillon épousa Anna Maria Calandrini; elle appartenait à une famille aisée originaire de Lucques en Toscane, famille qui avait abandonné ses biens pour s'établir en pays protestants (Genève, Allemagne, Angleterre). Anna Maria mourut le 8 novembre 1675; le couple eut sept enfants (dont descendance). Cf. Bibliographie et note 5.

## Œuvres

### Réalisations architecturales
En 1622 Papillon acheta une propriété à Lubenham (comté de Leicester) et y construisit Papillon Hall, une maison au plan octogonal (maison démolie en 1951,). Papillon avait aussi construit une grande maison dans le hameau de Roehampton. Il la vendit en 1626, avec 50 hectares de terre à Richard Weston, futur lord grand-trésorier d'Angleterre.